# Rulo (músico español)
Raúl Gutiérrez Andérez (Reinosa, Cantabria; 22 de agosto de 1979), más conocido como Rulo, es un cantante, compositor y guitarrista español. Es conocido por ser el líder fundador, excantante y compositor del grupo de rock La Fuga y actualmente se encuentra en un proyecto en solitario con Rulo y la Contrabanda.
En mayo de 2018 se le dedicó una estrella en el paseo de la fama de Tetuán de Santander.

## Trayectoria

### Comienzos
Rulo comenzó a tocar la guitarra junto a varios chicos del barrio donde vivía. A los once años sus padres se separaron y en las Navidades de 1991 le regalaron su primera guitarra eléctrica, lo que hizo que comenzase a versionar canciones heavy de la época. En 1994 fundó su primera banda, Suizidio, con un grupo de jóvenes de Reinosa. La banda estaba integrada en un principio por cuatro miembros, aunque poco después solo quedarían tres. Dieron más de 30 conciertos, interpretando canciones de Los Suaves y de Barricada, pero se disolvieron en 1996.

### La Fuga
Se juntó con una nueva pandilla de reinosanos (Fito, Edu y Berto) y crearon la banda Escape, que dio cuatro conciertos con temas de Queen, Platero y Tú, Los Suaves y Barricada, pero en poco más de medio año el grupo comenzó a tener discordancias. Berto dejó el grupo y llegó Iñaki. Como el nombre del grupo coincidía con el de otro madrileño (Ska-P) decidieron cambiar el nombre por La Fuga
En 1997 sacan su primera maqueta (Camino) y en 1998, su primer disco "Mira". En 1999 llega Nando, y Fito deja temporalmente el grupo. En el año 2000, Iñaki abandona el grupo y Rulo adquiere el bajo y, por petición de Rulo, Fito regresa a La Fuga. En ese mismo año, debido a las dificultadas para encontrar discográfica, autoproducen su segundo disco: "A golpes de rock and roll". Ya en 2001, el tercero: "A las doce", es producido bajo el sello de EDG Music. En 2003 bajo el sello DRO Music llega el cuarto disco de la banda:"Calles de papel". El quinto disco "Negociando gasolina" fue el de mayor éxito, con unas ventas incontables y con una gira que duró más de un año, y durante la que se produjeron dos discos "En directo" y "Nubes y claros" (en acústico). Ambos discos se publicaron en 2006. En 2008 llegó su último disco de estudio: "Asuntos Pendientes" 
El 27 de octubre de 2009, después de la última gira, Rulo decide abandonar La Fuga por discrepancias con Nando. El abandono del grupo fue, según ambas partes, de mutuo acuerdo y de forma amistosa. 
Comunicado oficial de La Fuga:

«Debido al cansancio, las tensiones originadas por esta última gira y demás acontecimientos, os queremos informar por nuestra parte, que Rulo ha decidido abandonar el grupo. Por lo que a nosotros respecta; Fito, Edu y Nando, deciros que seguimos apostando por La Fuga, por la música, por los viajes, y sobre todo, por vosotros. Así que, en primer lugar, os contamos que se van a cumplir todos los acontecimientos planeados, como son grabar nuevo disco y defenderlo en una nueva gira por todos los países en los que hay amigos que nos quieren. Por último, aseguraros que mantenemos, si no toda la ilusión, mucha más, y que esperamos desde ya, tener todo vuestro más sincero apoyo en esta etapa de cambios dura, pero al mismo tiempo estimulante. Sin más, os mandamos a todos un fuerte abrazo. Salud y rock 'n' roll!! La Fuga.»

Comunicado de Rulo:

«Una vez recuperadas las fuerzas para hablar (escribir), me dirijo a los seguidores (con los que tantas noches he volado) para aclarar mi salida de La Fuga. Hay gente que no estaba a gusto en su puesto dentro del grupo y han conseguido agotar a algunos que sí lo estábamos. No he querido iniciar una guerra civil para intentar aferrarme a mi puesto. He preferido irme sin gritos, sin portazos. No creo en las relaciones de conveniencia. Duelen más las desilusiones personales que dejar el grupo en el que he dejado la vida. Ya no sabía en que esquina de la foto ponerme, y al final, he decidido salirme de ella. En este “volver a empezar” (“no sé las veces que me reinventé…”) intentaré reconstruirme desde la pasión y el trabajo. Cuando recupere del todo las fuerzas continuaré mi camino en la música (sin prisas, sin plazos). Seguiré cantando mis canciones (mi vida musicada) y grabaré nuevas, pero en otro lugar. En esta época durísima para mí, me he dado cuenta de que tengo muchos más amigos de los que pensaba. No sé si los merezco, pero a ellos me aferro. Desde aquí: gracias de corazón. Sé con quien me puedo tomar una copa o un café. Y sé que tengo muchas más canciones por delante. No hablaré más del tema porque lo mío es hacer música y no entrar en un circo mediático.»

Apenas unos días después, Adolfo Garmendia "Fito" también abandona La Fuga y se une a La Contrabanda con Rulo, siguiendo al líder y compositor que llevó tan alto a La Fuga.
A pesar de que dos de los cuatro integrantes del grupo lo habían abandonado, incluido el compositor y cantante, Edu, el batería, y Nando, guitarrista, siguen defendiendo el nombre el grupo.

### Rulo y la Contrabanda
Durante julio y agosto de 2010, Rulo grabó un nuevo disco con 11 canciones bajo el nombre Rulo y la Contrabanda, con nuevos amigos (Txarli Arancegui, Quique Mavilla, Pati Baraldés) y su compañero Fito Garmendia. El disco salió a la venta con el nombre de "Señales de humo" el 28 de septiembre de 2010, y, menos de un año después de su salida de La Fuga, supuso su vuelta a la cumbre de las listas de ventas.
Durante 2011 sacaron el disco "A ras de cielo", un directo del concierto de Santander del 11 de julio de 2011 en el que interpretaban las canciones del disco "Señales de humo" además de los mayores éxitos de La Fuga, compuestos por Rulo.
El 25 de septiembre de 2012 sale a la venta "Especies en extinción", un nuevo disco con 11 nuevas canciones incluyendo una colaboración con Enrique Bunbury, y dos canciones inéditas solo disponibles en formato digital.
El 16 de noviembre de 2013 sale a la venta el libro "Adentro, un inventario de emociones" un libro de 260 páginas con más de 400 fotos, historias, letras de canciones... del último año de Rulo y del grupo. Además, el libro incluye un documental en DVD de 70 minutos de duración. En 2016 se publica su tercer álbum "El doble de tu mitad". 
En 2019 publicó "Basado en hechos reales".

## Discografía

### Con La Fuga
- Mira (1998).
- A golpes de rock and roll (2000).
- A las doce (2001).
- Calles de papel (2003).
- Negociando gasolina (2005).
- "Nubes y claros" (2007)
- Asuntos pendientes (2008)

### Con Rulo y la Contrabanda
- Señales de humo (2010).
- "A ras de cielo, En directo desde Santander" (2011).
- Especies en extinción (2012).
- "Adentro, un inventario de emociones" (2013). Libro y Documental.
- "Una noche en el castillo" (2014). DVD.
- "El doble de tu mitad" (2016).
- "Basado en hechos reales" (2019).
- "5" (2023).

## Libros
- Rulo. Tres acordes y la verdad (Desacorde Ediciones, 2020), de África Egido.
- Vértigos y norias (2021).
- Cuestión de suerte (2024).